# Нортвуд (Північна Дакота)
Нортвуд (англ. Northwood) — місто (англ. city) в США, в окрузі Гранд-Форкс штату Північна Дакота. Населення — 982 особи (2020).

## Географія
Нортвуд розташований за координатами 47°43′54″ пн. ш. 97°33′55″ зх. д. / 47.73167° пн. ш. 97.56528° зх. д. (47.731637, -97.565297).  За даними Бюро перепису населення США в 2010 році місто мало площу 3,29 км², уся площа — суходіл.

## Демографія
Згідно з переписом 2010 року, у місті мешкало 945 осіб у 397 домогосподарствах у складі 243 родин. Густота населення становила 287 осіб/км².  Було 443 помешкання (134/км²).
Расовий склад населення:
| - 98,0 % — білих - 0,2 % — азіатів - 0,1 % — корінних американців - 0,1 % — чорних або афроамериканців |

До двох чи більше рас належало 1,5 %. Частка іспаномовних становила 0,4 % від усіх жителів.
За віковим діапазоном населення розподілялося таким чином: 23,6 % — особи молодші 18 років, 49,8 % — особи у віці 18—64 років, 26,6 % — особи у віці 65 років та старші. Медіана віку мешканця становила 45,3 року. На 100 осіб жіночої статі у місті припадало 100,6 чоловіків;  на 100 жінок у віці від 18 років та старших — 94,6 чоловіків також старших 18 років.
Середній дохід на одне домашнє господарство  становив 50 104 долари США (медіана — 36 354), а середній дохід на одну сім'ю — 66 124 долари (медіана — 56 071). За межею бідності перебувало 9,1 % осіб, у тому числі 8,8 % дітей у віці до 18 років та 5,2 % осіб у віці 65 років та старших.
Цивільне працевлаштоване населення становило 316 осіб. Основні галузі зайнятості: освіта, охорона здоров'я та соціальна допомога — 38,6 %, роздрібна торгівля — 14,6 %, будівництво — 8,9 %, сільське господарство, лісництво, риболовля — 8,2 %.